# LOSS Kunstenfestival

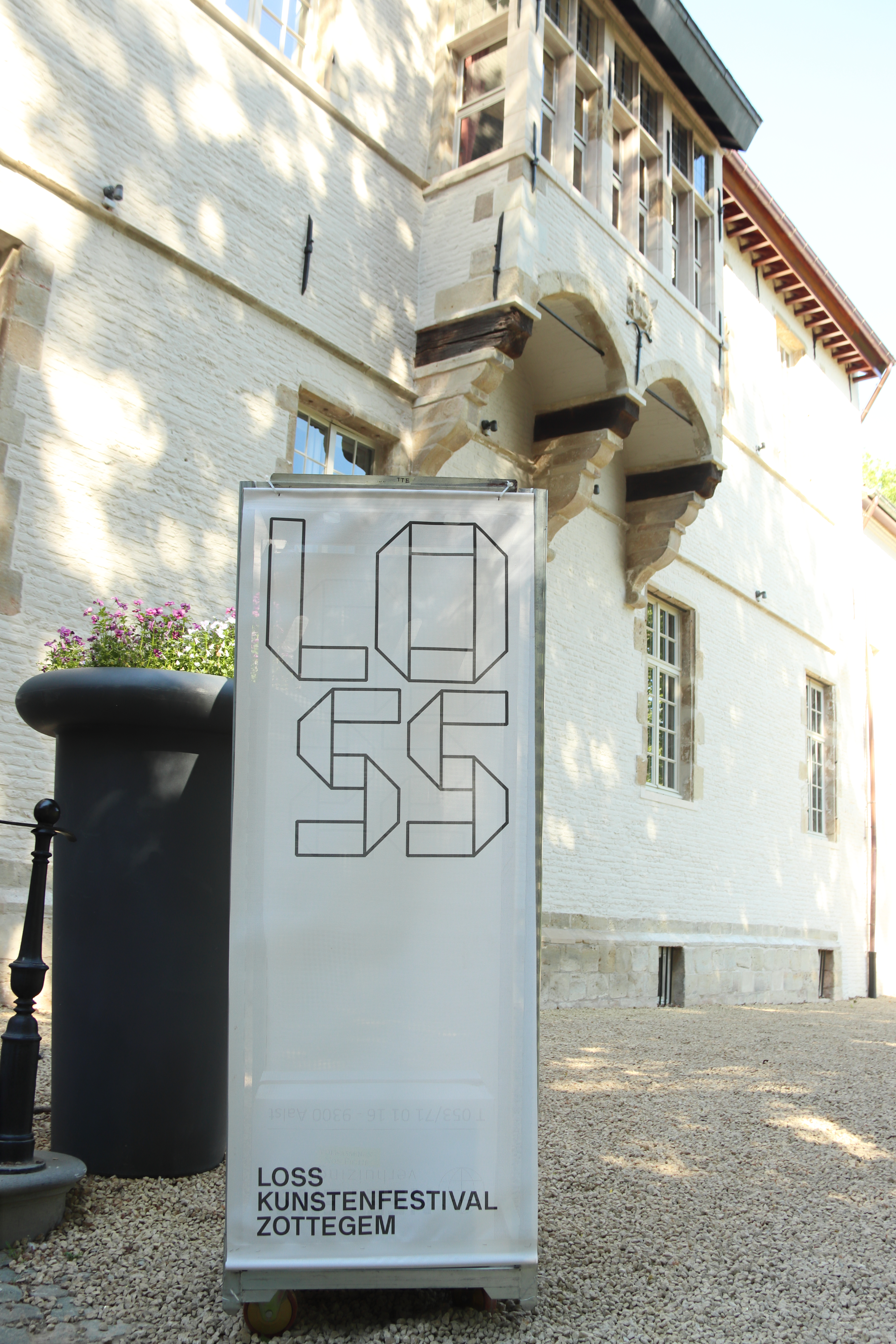
LOSS Kunstenfestival Zottegem 2025

LOSS Kunstenfestival is een driejaarlijks kunstfestival in het Belgische Zottegem. Het wordt georganiseerd door de Stedelijke Academie voor Muziek, Woord en Dans (SAMWD) en de Stedelijke Academie voor Beeldende Kunst (SABK). Tijdens het festival wordt op verschillende plekken in de stad (Egmontkasteel/Bibliotheek Zottegem, Congregatiekapel, Sanitary, Educatief Centrum Beisloven) (hedendaagse) kunst tentoongesteld of opgevoerd langs een parcours, met muziek, woord, dans, performance, schilderkunst, beeldhouwkunst, installaties. Het festival werd voor het eerst georganiseerd in 2019; later volgden edities in 2022 en 2025.